# Marian Sroczyński
Marian Stefan Sroczyński herbu Nowina (ur. 16 stycznia 1891 w Niżnej Łące, zm. 2 sierpnia 1965 w Londynie) – major artylerii Wojska Polskiego, działacz niepodległościowy, kawaler Orderu Virtuti Militari, agronom.

## Życiorys
Urodził się w Niżnej Łące, w ówczesnym powiecie krośnieńskim Królestwa Galicji i Lodomerii, w rodzinie Tadeusza Adama (1858–1942) i Zofii Olimpii hrabiny ze Zborowskich (1862–1902). Był młodszym bratem Jana (1889–1935), majora artylerii Wojska Polskiego. Ukończył pięć klas w c. k. Gimnazjum w Jaśle, a następnie kontynuował naukę w Zakładzie Naukowo-Wychowawczym Ojców Jezuitów w Chyrowie, gdzie 27 maja 1909 zdał maturę.
29 września 1914 awansował na chorążego, a 1 lipca 1915 podporucznika artylerii.
Od 20 września 1920 do 1 czerwca 1923 dowodził III dywizjonem 3 pułku artylerii polowej Legionów. 3 maja 1922 został zweryfikowany w stopniu kapitana ze starszeństwem z 1 czerwca 1919 i 10. lokatą w korpusie oficerów artylerii. 30 września 1923 został przeniesiony do rezerwy. Gospodarował w majątku Tarnawatka, a od 1930 administrował majątkiem Gorajowice. W 1938 był zatrudniony w Wytwórni Amunicji nr 3 w Dębie. Na stopień majora został mianowany ze starszeństwem z 19 marca 1939 i 1. lokatą w korpusie oficerów rezerwy artylerii. W czasie kampanii wrześniowej dostał się do niemieckiej niewoli. Do 29 kwietnia 1945 przebywał w Oflagu VII A Murnau.
Zmarł 2 sierpnia 1965 w Londynie. Został pochowany na Cmentarzu Gunnersbury.

## Ordery i odznaczenia
- Krzyż Srebrny Orderu Wojskowego Virtuti Militari[8] nr 7538 – 17 maja 1922[9]
- Krzyż Niepodległości – 12 maja 1931 „za pracę w dziele odzyskania niepodległości”[10]
- Krzyż Walecznych trzykrotnie[1] (po raz pierwszy i po raz drugi „za czyny orężne w czasie bojów Legionów Polskich”[11])